# New Hope (Texas)
New Hope é uma cidade  localizada no estado norte-americano de Texas, no Condado de Collin.

## Demografia
Segundo o censo norte-americano de 2000, a sua população era de 662 habitantes.
Em 2006, foi estimada uma população de 706, um aumento de 44 (6.6%).

## Geografia
De acordo com o United States Census Bureau tem uma área de
3,7 km², dos quais 3,7 km² cobertos por terra e 0,0 km² cobertos por água.

## Localidades na vizinhança
O diagrama seguinte representa as localidades num raio de 12 km ao redor de New Hope.